# Roch Kowalski
Roch Kowalski herbu Korab – postać literacka, bohater powieści Potop Henryka Sienkiewicza, oficer dragonów pana Mieleszki.
W ekranizacji Jerzego Hoffmana z 1974 roku w postać Rocha Kowalskiego wcielił się Krzysztof Kowalewski.

## Postać literacka
Roch Kowalski z Korabiów Kowalskich był oficerem dragonów pana Mieleszki w służbie księcia Janusza Radziwiłła. Był mocny, bo się księciu z pięści podobał, gdyż podkowy łamie i z chowanemi niedźwiedziami wpół się bierze, a takiego jeszcze nie znalazł, któregoby nie rozciągnął. Ślepo słuchał rozkazów księcia, był mu wierny dopóki nie poznał pana Zagłoby, który podał się za jego wuja. Zagłoba upił Kowalskiego, podstępem wydostał się z niewoli, z której po niedługim czasie uwolnił też swoich towarzyszy, a Rocha przeciągnął na swoją stronę.
Kowalski w powieści wsławił się nienawiścią do Karola Gustawa, którego za wszelką cenę postanowił zabić. Dwukrotnie był bardzo bliski celu, ale raz w pościgu za władcą, ten ostatni przestrzela nogę konia, na którym jechał Roch, a w bitwie pod Warszawą króla w ostatniej chwili ratuje książę Bogusław Radziwiłł, zabijając zamierzającego się do ciosu Rocha.

## Pierwowzór
Przy kościele Matki Bożej Loretańskiej na warszawskiej Pradze znajduje się kamień z napisem: 

Tu spoczywa Roch Kowalski, bohater «Potopu». Poległ w bitwie ze Szwedami o Warszawę 29 lipca 1656 r. REQUIESCAT IN PACE

Sienkiewiczowi znana była relacja o ataku polskiego husarza w czasie bitwy pod Warszawą na króla Szwecji Karola Gustawa. Husarz ten zginął w czasie ataku drugiego dnia bitwy, a za swoją dzielność król szwedzki rozkazał praskim bernardynom, którzy mieszkali przy kościele Matki Boskiej Loretańskiej, urządzić mu, na jego koszt uroczysty pogrzeb. Obecny kamień znajduje się w miejscu tego grobu, choć pochowano tu także i innych poległych w 1656 roku.
Niejasne są natomiast okoliczności śmierci i nazwisko owego husarza. Śmierć ta przypisywana bywa Bogusławowi Radziwiłłowi, ale ten w swojej autobiografii tego faktu nie potwierdza. Mógł to być zatem ktoś ze straży przybocznej króla. Husarzowi udało się obalić na ziemię króla szwedzkiego, jednak wobec szwedzkiej przewagi nie zdołał zrobić nic więcej.
Relacje ówczesnych pamiętnikarzy podają zwykle osoby o nazwisku Jakub Kowalewski, Wojciech Lipski oraz Odachowski. Postać znana z powieści powstała najprawdopodobniej na podstawie relacji z obrad sejmowych w 1661 roku.
W 2014 roku Zbigniew Hundert i Andrzej Adam Majewski, powołując się na laudum ziemi warszawskiej z 27 kwietnia 1672 roku, doszli do konstatacji, że Karola Gustawa zaatakowały jednocześnie dwie osoby: Jakub Kowalewski i Wojciech Lipski.